# Покатеево
Покатеево — село в Абанском районе Красноярского края России. Административный центр Покатеевского сельсовета.

## История
Деревня Покатеева была основана в 1720 году. По данным 1926 года в деревне имелось 69 хозяйств и проживало 374 человека (в основном — русские). Функционировала школа. Административно деревня являлась центром Покатеевского сельсовета Абанского района Канского округа Сибирского края.

## География
Село находится в восточной части района, на левом берегу реки Бирюса, на расстоянии приблизительно 85 километров (по прямой) к востоку-северо-востоку (ENE) от посёлка Абан, административного центра района. Абсолютная высота — 178 метров над уровнем моря.

## Население
| 1926 | 1989 | 2002 | 2010 |
| ---- | ---- | ---- | ---- |
| 374  | ↗694 | ↘637 | ↘533 |

Гендерный состав
По данным Всероссийской переписи населения 2010 года 269 мужчин и 264 женщины из 533 чел.
Национальный состав
Согласно результатам переписи 2002 года, в национальной структуре населения русские составляли 89 % из 637 чел.

## Инфраструктура
В селе функционируют средняя школа, детский сад, фельдшерско-акушерский пункт, библиотека, отделение связи и сельсовет.

## Улицы
Уличная сеть села состоит из 8 улиц.